# Шалом Брюн-Франклін
Шалом Брюн-Франклін (англ. Shalom Brune-Franklin, 18 серпня 1994) — англо-австралійська акторка, відома за ролями рядової Мейзі Річардс у серіалі BBC Наша дівчина, Умм Хултум у Штат та Айф в австралійському серіалі Доктор Доктор.
Вона грає роль констеблиці Хлоя Бішоп у всіх семи епізодах шостого сезону серіалу За службовими обов'язками на BBC One (2021) та одну з головних ролей у серіалі Турист на BBC One (2022).

## Біографія
Шалом Брюн-Франклін народилася в Сент-Олбансі в Англії в сім'ї матері-маврикійки та батька-англійця тайського походження. Коли Брюн-Франклін було 14 років, вона переїхала з батьками та молодшим братом Сіамом до Муллалу, Західна Австралія. Вона має британське та австралійське громадянство.

## Акторська кар'єра
Під час навчання в старшій школі Оушен Ріф, Бруне-Франклін відвідувала театральний гурток, в якому згодом виграла шкільну театральну премію за високі досягнення. Бруне-Франклін вступила на факультет журналістики в Університет Едіт Коуен, але після відвідин Західноавстралійської академії виконавських мистецтв («WAAPA») вирішила розпочату свою акторську кар'єру. Брюн-Франклін пройшла прослуховування у «WAAPA», а пізніше того ж року отримала нагороду як найвидатніша студентка.

## Фільмографія

### Кінематограф
| Рік  |    | Українська назва | Оригінальна назва | Роль                |
| ---- | -- | ---------------- | ----------------- | ------------------- |
| 2013 | кф |                  | Dinner Date       | Дженніфер           |
| 2015 | кф |                  | Tryptophan        | Продавчиня шоколаду |
| 2016 | кф |                  | Swiss Avalanche   | Голлі               |
| 2017 | ф  | ІншеЖиття        | OtherLife         | Кодерка #2          |
| 2017 | ф  | Тор: Раґнарок    | Thor: Ragnarok    | Студентка #1        |

### Серіали
| Рік       |   | Українська назва          | Оригінальна назва    | Роль                 |
| --------- | - | ------------------------- | -------------------- | -------------------- |
| 2016      | с | Барракуда                 | Barracuda            | Ліен                 |
| 2016—2017 | с | Доктор Доктор             | Doctor Doctor        | Айфе                 |
| 2017      | с | Штат                      | The State            | Умм Хултум           |
| 2017—2018 | с | Наша дівчина              | Our Girl             | Мейзі Річардс        |
| 2019      | с | Погані матері             | Bad Mothers          | Бінді                |
| 2020      | с | Долина мумі-тролів        | Moominvalley         | Морські коники       |
| 2020      | с | Прокляті                  | Cursed               | Сестра Іґрейн        |
| 2020      | с | Убивство дорогою          | Roadkill             | Роуз Дітл            |
| 2021      | с | За службовими обов'язками | Line of Duty         | Констебль Хлоя Бішоп |
| 2021      | с | Війна світів              | War of the Worlds    | Ліллі                |
| 2021      | с | Люби мене                 | Love Me              | Елла                 |
| 2022      | с | Турист                    | The Tourist          | Люсі/Вікторія        |
| 2023      | с | Великі сподівання         | Great Expectations   | Естелла              |
|           | с | Дюна: Сестринство         | Dune: The Sisterhood | Мікаела              |